# ジオヴァニ・ロ・チェルソ
ジオヴァニ・ロ・チェルソ（スペイン語: Giovani Lo Celso, 1996年4月9日 - ）は、アルゼンチン・ロサリオ出身のサッカー選手。レアル・ベティス所属。アルゼンチン代表。ポジションはミッドフィールダー。

## クラブ経歴

### ロサリオ・セントラル
2010年にCAロサリオ・セントラルの下部組織へ入団。2014年には2軍へ昇格。トップチームデビューは19歳の時にホームヒガンテ・デ・アロシートにて2015年7月19日に行われたCAベレス・サルスフィエルド戦で、78分に交代出場した試合がデビュー戦で結果は引き分けに終わった。次の出場試合は2015年8月1日に行われたCAサルミエント戦で初めて、マルコ・ルベンのゴールをアシストした。試合は1-1の引き分けに終わった。

### パリ・サンジェルマン
2016年7月26日、フランス・パリ・サンジェルマンFCと5年契約を締結したが、同年12月31日までは古巣ロサリオ・セントラルに期限付き移籍の形で残留しプレーすることになった。

### レアル・ベティス
2018年8月31日、スペイン・レアル・ベティスに買取オプション付きの期限付き移籍。
10月4日、UELグループステージ2節デュドランジュ戦にて加入後初ゴールを決め、更に次節ACミラン戦では1ゴール1アシストの活躍を見せた。11月11日、カンプ・ノウでのFCバルセロナ戦にてラ・リーガ初ゴールを決め、首位チーム相手のアウェイ勝利に貢献した。2019年4月16日、レアル・ベティスは買取オプションを行使し、ロ・チェルソと2023年までの契約を締結したことを発表した。
1シーズンを過ごしたレアル・べティスでは通算46試合に出場し17ゴールを記録した。

### トッテナム・ホットスパー

#### 2019-20シーズン
2019年8月8日、移籍交渉が多少難航したものの同胞のマウリシオ・ポチェッティーノ率いるトッテナム・ホットスパーFCに買取オプション付きの期限付き移籍。2019年8月17日のマンチェスター・シティFC戦の85分にエリク・ラメラに代わって途中出場し、プレミアリーグデビューを果たした（試合は2-2で引き分け）が、9月頭の代表戦（対チリ）で負傷し、10月下旬まで離脱を余儀なくされた。チャンピオンズリーグ、グループステージ、レッドスター戦で移籍後初となるゴールを決めて勝利に貢献した。2020年1月28日、トッテナム・ホットスパーFCは買取オプションを行使し、ロ・チェルソと2025年までの契約を締結したことを発表した。7月15日、リーグ36節ニューカッスル戦にてリーグ戦初アシストを記録し勝利に貢献した。

#### 2020-21シーズン
10月1日、UEFAヨーロッパリーグ予選マッカビ・ハイファ戦にてシーズン初ゴールを含む2ゴールを決め勝利に貢献した。11月21日、リーグ9節マンチェスター・シティFC戦にて65分に途中出場すると、僅か35秒後にゴールを決めプレミアリーグ初得点を記録した。

### ビジャレアル
2022年1月31日、ビジャレアルCFへのシーズン終了までの期限付き移籍が発表された。
2022年8月14日、2022-23シーズンは再びビジャレアルでプレーすることが発表された。

### レアル・ベティス
2024年8月30日、古巣であるレアル・ベティスに4年契約で完全移籍。7年ぶりの復帰を果たす。

## 代表経歴
アルゼンチン23歳以下代表を経て、2017年11月11日ロシア戦でフル代表デビュー。2018年ワールドカップでもメンバー入りを果たした。
2018年9月7日グアテマラとの親善試合でフル代表初ゴールを決めた。2019年コパアメリカにも出場しベネズエラ戦でゴールを決めている。
2022年ワールドカップは怪我のため選出されなかった。

## 個人成績

### クラブ
| クラブ               | シーズン     | リーグ         | リーグ戦 | リーグ戦 | カップ戦 | カップ戦 | リーグ杯 | リーグ杯 | 国際大会 | 国際大会 | その他 | その他 | 合計 | 合計 |
| クラブ               | シーズン     | リーグ         | 出場     | 得点     | 出場     | 得点     | 出場     | 得点     | 出場     | 得点     | 出場   | 得点   | 出場 | 得点 |
| -------------------- | ------------ | -------------- | -------- | -------- | -------- | -------- | -------- | -------- | -------- | -------- | ------ | ------ | ---- | ---- |
| ロサリオ・セントラル | 2014         | プリメーラ     | 0        | 0        | 0        | 0        | -        | -        | -        | -        | 0      | 0      | 0    | 0    |
| ロサリオ・セントラル | 2015         | プリメーラ     | 13       | 0        | 3        | 0        | -        | -        | -        | -        | 0      | 0      | 16   | 0    |
| ロサリオ・セントラル | 2016         | プリメーラ     | 14       | 2        | 1        | 0        | -        | -        | 9        | 0        | 0      | 0      | 24   | 2    |
| ロサリオ・セントラル | 2016-17      | プリメーラ     | 9        | 1        | 5        | 0        | -        | -        | -        | -        | 0      | 0      | 14   | 1    |
| ロサリオ・セントラル | 通算         | 通算           | 36       | 3        | 9        | 0        | -        | -        | 9        | 0        | 0      | 0      | 54   | 3    |
| PSG                  | 2016-17      | リーグ・アン   | 4        | 0        | 1        | 0        | 0        | 0        | 0        | 0        | 0      | 0      | 5    | 0    |
| PSG                  | 2017-18      | リーグ・アン   | 33       | 4        | 4        | 1        | 4        | 1        | 7        | 0        | 0      | 0      | 48   | 6    |
| PSG                  | 2018-19      | リーグ・アン   | 1        | 0        | 0        | 0        | 0        | 0        | 0        | 0        | 0      | 0      | 1    | 0    |
| PSG                  | 通算         | 通算           | 38       | 4        | 5        | 1        | 4        | 1        | 7        | 0        | 0      | 0      | 54   | 6    |
| レアル・ベティス     | 2018-19      | プリメーラ     | 32       | 9        | 6        | 2        | -        | -        | 7        | 5        | 0      | 0      | 45   | 16   |
| レアル・ベティス     | 2024-25      | プリメーラ     |          |          |          |          |          |          |          |          |        |        |      |      |
| レアル・ベティス     | 通算         | 通算           | 32       | 9        | 6        | 2        | -        | -        | 7        | 5        | 0      | 0      | 45   | 16   |
| トッテナム           | 2019-20      | プレミアリーグ | 27       | 0        | 4        | 1        | 0        | 0        | 5        | 1        | 0      | 0      | 37   | 2    |
| トッテナム           | 2020-21      | プレミアリーグ | 17       | 1        | 0        | 0        | 1        | 0        | 9        | 4        | 0      | 0      | 28   | 5    |
| トッテナム           | 2021-22      | プレミアリーグ | 9        | 0        | 1        | 0        | 4        | 0        | 5        | 2        | -      | -      | 19   | 2    |
| トッテナム           | 通算         | 通算           | 55       | 1        | 5        | 1        | 5        | 0        | 19       | 7        | 0      | 0      | 84   | 9    |
| ビジャレアル         | 2021-22      | プリメーラ     | 16       | 1        | -        | -        | -        | -        | 6        | 0        | -      | -      | 22   | 1    |
| ビジャレアル         | 2022-23      | プリメーラ     | 22       | 2        | 0        | 0        | -        | -        | 7        | 0        | -      | -      | 29   | 2    |
| ビジャレアル         | 通算         | 通算           | 38       | 3        | 0        | 0        | 0        | 0        | 13       | 0        | 0      | 0      | 51   | 3    |
| キャリア通算         | キャリア通算 | キャリア通算   | 199      | 20       | 25       | 4        | 9        | 1        | 55       | 12       | 0      | 0      | 288  | 37   |

## 代表歴

### 出場大会
- アルゼンチン代表
  - 2018 FIFAワールドカップ

### 試合数
- 国際Aマッチ 48試合 2得点（2017年-）[14]

| アルゼンチン代表 | 国際Aマッチ | 国際Aマッチ |
| 年               | 出場        | 得点        |
| ---------------- | ----------- | ----------- |
| 2017             | 2           | 0           |
| 2018             | 8           | 1           |
| 2019             | 11          | 1           |
| 2020             | 2           | 0           |
| 2021             | 13          | 0           |
| 2022             | 5           | 0           |
| 2023             | 7           | 0           |
| 2024             |             | 0           |
| 通算             | 48          | 2           |

## タイトル

### クラブ
パリ・サンジェルマンFC
- リーグ・アン : 1回（2017-18）
- クープ・ドゥ・フランス : 2回（2016-17, 2017-18）
- クープ・ドゥ・ラ・リーグ : 2回（2016-17, 2017-18）
- トロフェ・デ・シャンピオン :2回（2017, 2018）

### 代表
アルゼンチン代表
- コパ・アメリカ：2回 (2021, 2024)